# Pájaros muertos
Pájaros muertos es una película española dirigida por Guillermo y Jorge Sempere que fue estrenada el 18 de septiembre de 2009 y que es protagonizada por Inés Aldea, Isasi Andrea, Eduardo Blanco, Andrea Blasco Sierra y Claudia Fontán.
Los interiores de la película fueron rodados en Arroyo de la Luz, Cáceres, Extremadura, España y los exteriores en Buenos Aires, Argentina.

## Sinopsis
En una urbanización en la que habitan familias privilegiadas de buena posición económica apartados y protegidos del mundo exterior comienzan a aparecer pájaros muertos ocasionando una ola de rumores en tanto cundía el nerviosismo, el miedo y la histeria.

## Reparto
- Inés Aldea	... 	Greta
- Isasi Andrea	... 	Chefi
- Eduardo Blanco	... 	Hugo
- Andrea Blasco Sierra	... 	Lucia
- Claudia Fontán	... 	Monica
- Manuel Gancedo	... 	Hermano de Chefi
- Alberto Jiménez	... 	Esteban
- Silvia Marsó	... 	Berta
- Alejandra Traspas Muiña	... 	Renata
- Samuel Viyuela Gonzalez	... 	Oliver

## Relación temática con otros filmes
El tema de los barrios cerrados, urbanizaciones y countries, un fenómeno que ha crecido en las últimas décadas en diversos países, en especial en América Latina, se encuentra presente, con enfoques varios, en algunas películas recientes. Tal es el caso del filme mexicano La Zona, de Rodrigo Plá y de los argentinos Una semana solos, de Celina Murga y Las viudas de los jueves de Marcelo Piñeyro.

## Críticas
Javier Ocaña en la crítica escrita para el diario El País opina que “a pesar de algún esporádico acierto cómico y de un planteamiento con posibilidades, la película es una deplorable alegoría del universo pijo, plagada de banalidades y subrayados, escrita con sumo esfuerzo y filmada directamente con los pies.”
En otra crítica se expresa que es una comedia negra con bastante poca gracia, ambientada en una urbanización idílica -chalets, césped, vigilante, centro comercial, piscina- durante unos días de verano con todos los personajes habitando en una burbuja en esa urbanización, sin contacto casi con el mundo real, viviendo vidas vacías y sin sentido. Película muy, muy aburrida, sin ritmo en la que las reacciones de los personajes ante las situaciones -el hallazgo del pájaro, los reiterados desayunos, las conversaciones en la piscina- no suscitan el más mínimo interés. Lo que más llama la atención son las lamentables interpretaciones, lo artificioso de todas las historias y la falta de naturalidad en los diálogos, dejando finalmente unos personajes poco creíbles, sin ningún atractivo, y la idea, simple y ya muy manoseada, de que en los ricos barrios residenciales de las ciudades capitalistas las apariencias engañan.